# Moll-Werke

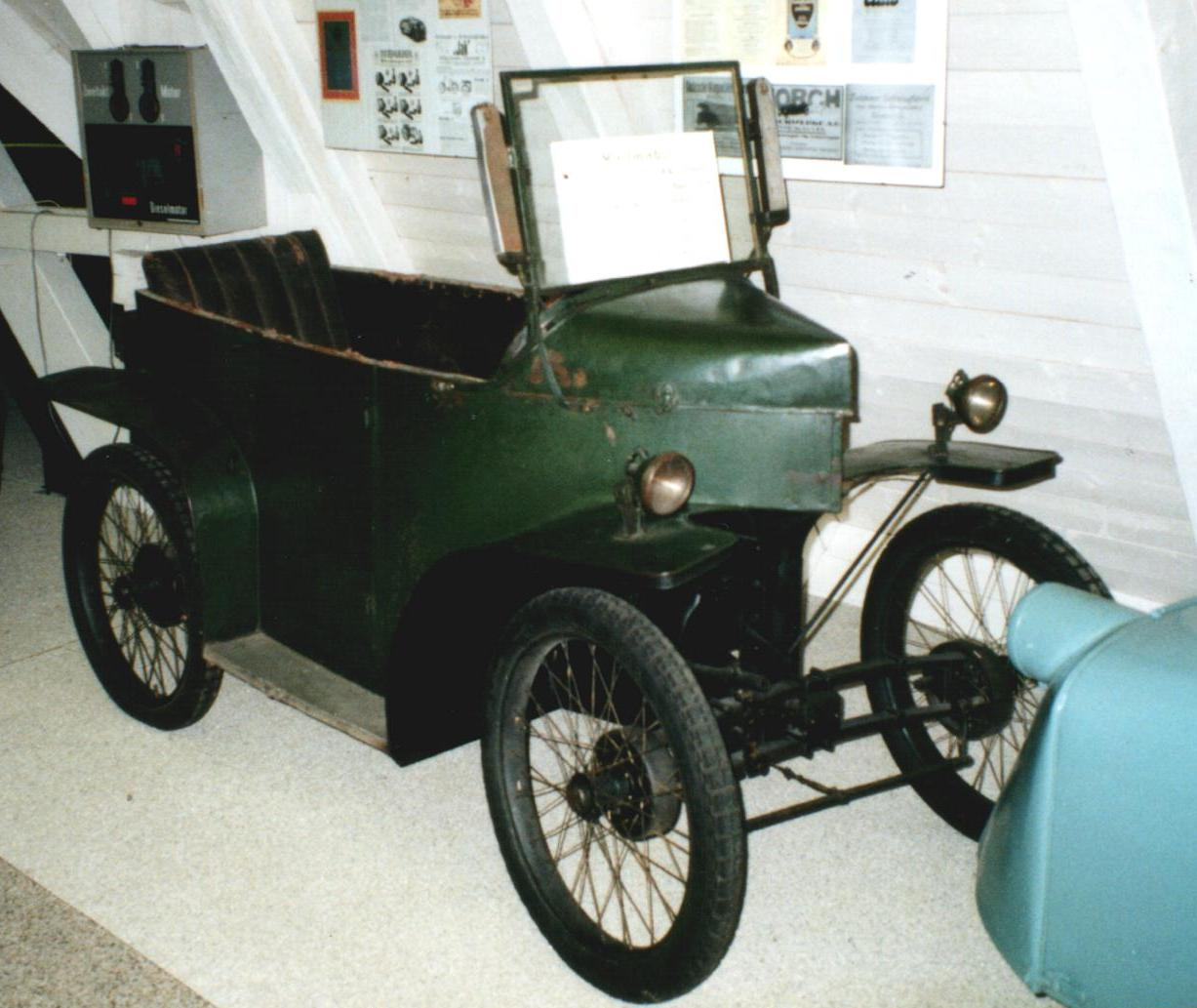
Mollmobil del 1924

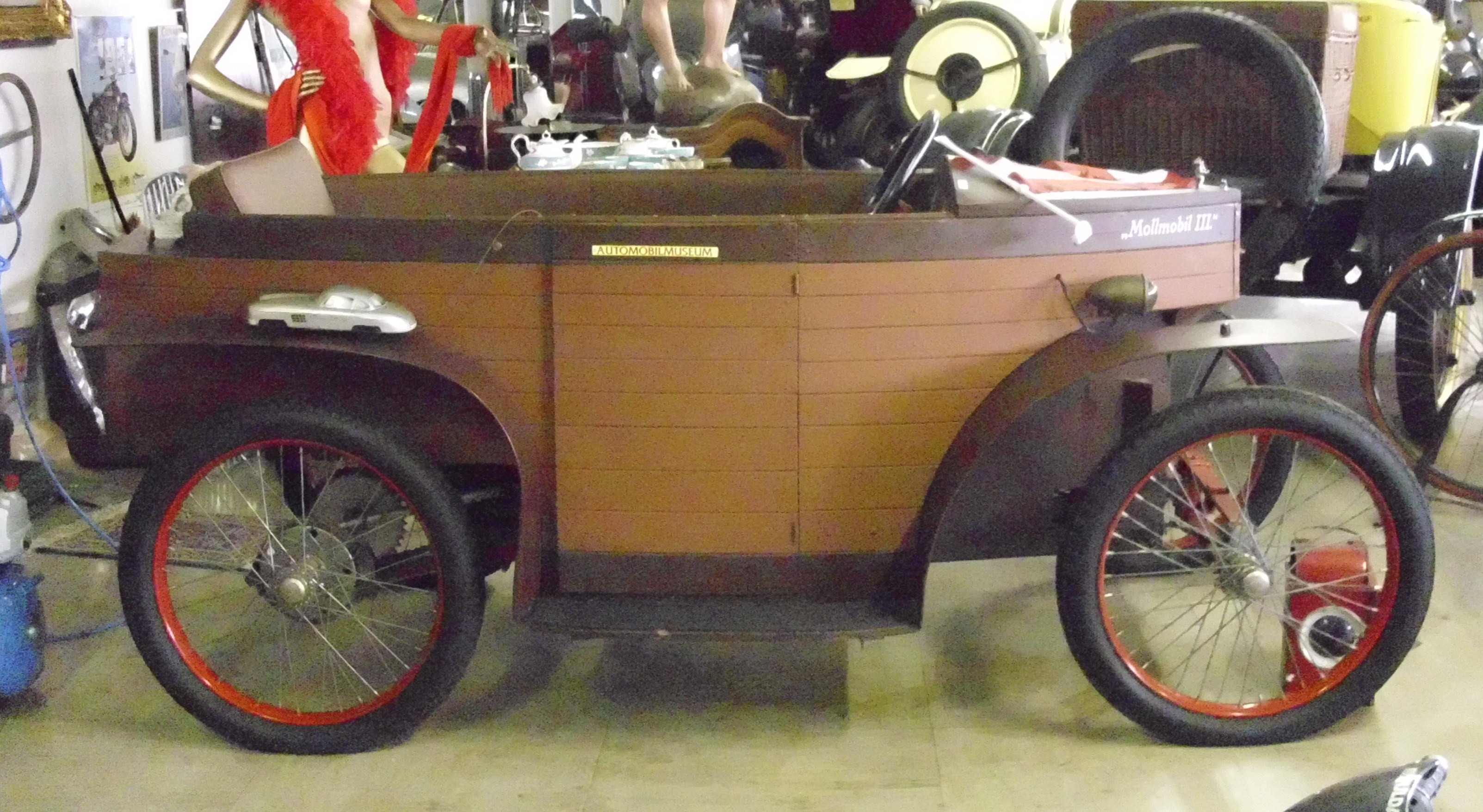
Mollmobil del 1924

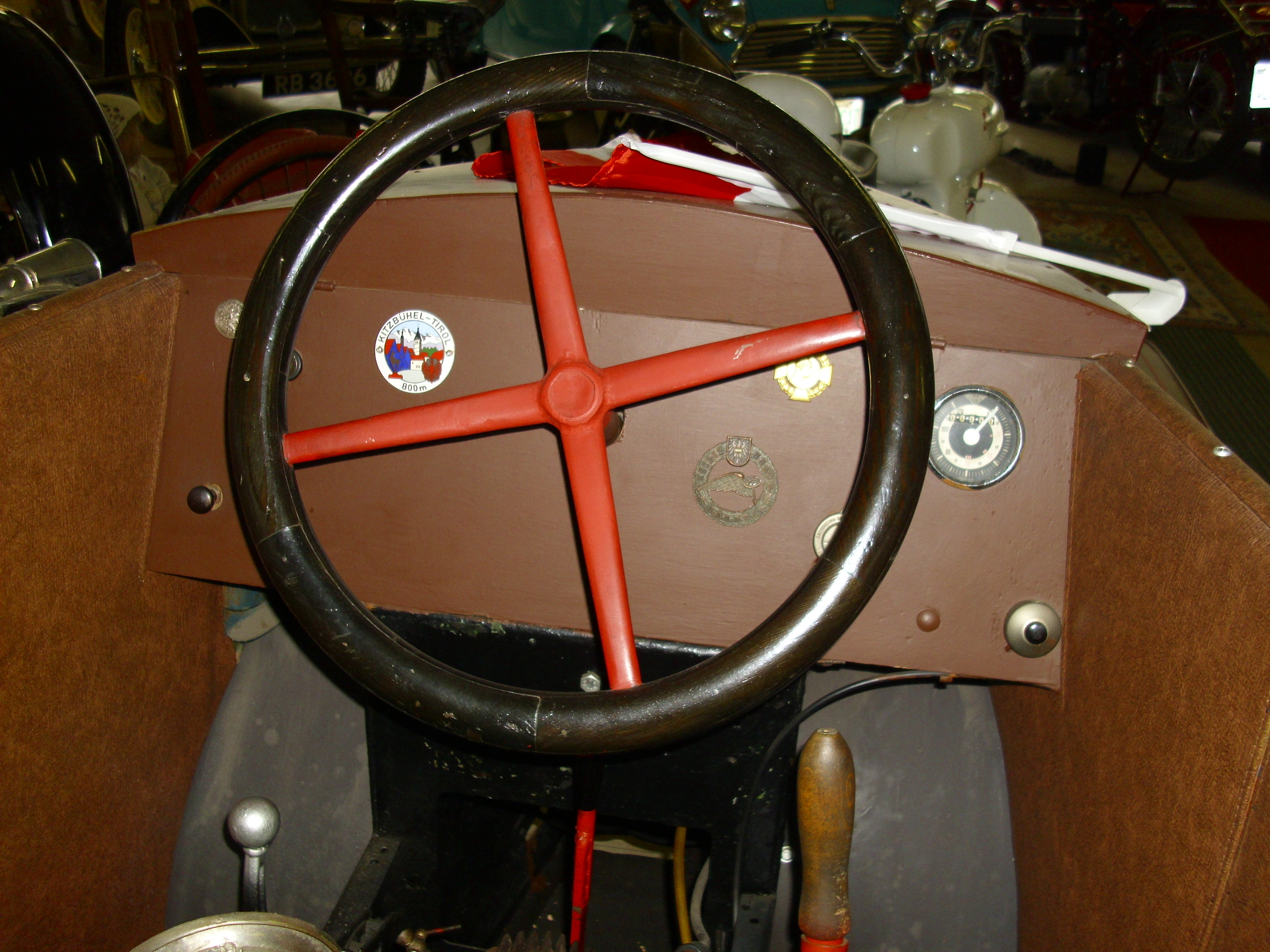
Abitacolo

La Moll-Werke AG fu un costruttore tedesco di automobili di Chemnitz.

## Storia
L'azienda decide dopo la prima guerra mondiale di produrre automobili. Così viene creato a Chemnitz-Ebersdorf un impianto completo di montaggio e a Lichtenau una carrozzeria. Nel 1922 iniziò la produzione. Nel 1925 la società entra in insolvenza e nel 1926 la produzione cessa.

## Autoveicoli
Il primo modello, Mollwagen 6/30 PS, venne prodotto dal 1922 e dal 1924 la Mollwagen 8/40 PS. Entrambe si basavano su un motore quattro cilindri della Siemens & Halske. Inoltre nel 1923 vide la luce una utilitaria, la Mollmobil. Questo modello montava un motore DKW di 200 cm³ e aveva due posti a sedere. Dopo le difficoltà finanziarie la Moll-Werke venne acquisita dalla Borcharding & Co. di Berlino e la produzione della Mollmobil andò avanti per poco tempo.
Uno dei tre esemplari rimasti della Mollmobile era presente al Automuseum Stainz di Stainz e nel 2013 venduto all'asta.
Di altre Mollwagen non esistono esemplari giunti fino a noi.